# Cardamyla
Cardamyla é um gênero de mariposa pertencente à família Crambidae.